# قلمرو تسووانو
قلمروی تسووانو (به ژاپنی: 津和野藩, Tsuwano-han) یک هان (ژاپن) در دوره ادو بود. این هان با ولایت ایوامی و استان شیمانه امروزی در ارتباط است.